# Albuñol
Albuñol település Spanyolországban, Granada tartományban. Albuñol Albondón, Turón, Sorvilán, Murtas és Adra községekkel határos. Lakosainak száma 7357 fő (2024).

## Népesség
A település népessége az elmúlt években az alábbi módon változott:
| Lakosok száma | 5536 | 6054 | 6270 | 6704 | 6686 | 6853 | 6971 | 7233 | 7473 | 7357 |
|               | 2001 | 2004 | 2006 | 2009 | 2011 | 2014 | 2016 | 2019 | 2021 | 2024 |